# Richard Lange (Politiker, 1887)
Richard Lange (* 13. Mai 1887 in Geithain; † 1. Januar 1963 in Leipzig) war ein deutscher Politiker (KPD). Er war Abgeordneter des Sächsischen Landtags.

## Leben
Lange, Sohn eines Zimmermanns, war Metallarbeiter und bis 1912 auf Wanderschaft. 1908 trat er der SPD bei. Bis zum Ausbruch des Ersten Weltkrieges war er Gewerkschafts- und Parteifunktionär in Leipzig. 1915 wurde er zum Kriegsdienst eingezogen, 1916 jedoch als Facharbeiter mit Spezialkenntnissen von der Front zurückbeordert. 1917 trat er zur USPD über. Als Mitorganisator des Leipziger Munitionsarbeiterstreiks im Juli 1918 wurde er zurück an die Front geschickt und geriet dort in französische Kriegsgefangenschaft.
Lange kehrte im März 1920 aus der Kriegsgefangenschaft nach Leipzig zurück und trat dort der KPD bei. Er arbeitete in einer Leipziger Metallfirma und wurde Betriebsratsvorsitzender. 1928 wurde er Mitglied der KPD-Bezirksleitung Westsachsen. Von 1926 bis 1928 war er Stadtverordneter in Leipzig, 1929/1930 Abgeordneter des Sächsischen Landtags (4. Wahlperiode).
Nach der „Machtergreifung“ der Nationalsozialisten 1933 war er weiterhin illegal für die KPD aktiv, er wurde später zwangsverpflichtet und stand unter Aufsicht der Gestapo.
1945 trat er wieder der KPD bei und wurde 1946 Mitglied der SED. Bis 1950 war er in der Abteilung Arbeit des Rates der Stadt Leipzig tätig.
Lange wurde mit dem Vaterländischen Verdienstorden in Silber ausgezeichnet.